# Lethe naga
Lethe naga är en fjärilsart som beskrevs av William Doherty 1889. Lethe naga ingår i släktet Lethe och familjen praktfjärilar. Inga underarter finns listade i Catalogue of Life.